# Агафонов, Алексей Семёнович
Алексе́й (Алекса́ндр) Семёнович Агафо́нов (1746 — 22 апреля [3 мая] 1792, Санкт-Петербург, по другим данным — 1794 год, Кяхта) — один из первых русских синологов.

## Путаница с именем
Согласно Энциклопедическому словарю Брокгауза и Ефрона имя Агафонова — Александр, согласно Русскому биографическому словарю А. А. Половцова и «Словарю русского языка XVIII века» под редакцией А. М. Панченко имя Агафонова — Алексей

## Биография
Уроженец Сибири, принадлежал к духовному сословию. Учился в Тобольской семинарии и в 1769 году был отправлен под начальством архимандрита Николая (Цвета) в составе шестой духовной миссии в Пекине в качестве ученика для изучения китайского и маньчжурского языков, с которых и переводил.
Пробыл в Китае с 1771 года по 1782 год. Совместно с учениками А. Парышевым, Ф. Бакшеевым и Я. Коркиным составил «Журнал секретных действий, намерений, случаев и перемен, бывших в Тайцинском государстве с 1772 по 1782 год», куда они записывали текущие сведения, полученные от китайских знакомых (преимущественно слухи о жизни императорского двора, известия о восстаниях), а также данные допросов русских перебежчиков, на которых они часто присутствовали в качестве переводчиков.
По возвращении в Россию вместе с двумя другими членами миссии Ф. Бакшеевым и А. Парышевым был определён переводчиком Коллегии иностранных дел при иркутском генерал-губернаторе И. В. Якоби. В 1787 году перемещён в той же должности в Петербург на место умершего Бакшеева.
Умер 22 апреля (3 марта) 1792 года в Санкт-Петербурге. По другим данным, умер в 1794 году в Кяхте, занимая должность переводчика.

## Творчество
В 1788 году были изданы переводы Агафонова, большая часть которых была им выполнена ещё в Иркутске. В мастерстве перевода он заметно уступал А. Л. Леонтьеву, вслед за которым обращался преимущественно к произведениям маньчжурских императоров XVI—XVII веков, выдержанным в духе канонов легизма и игравшим важную роль в духовной жизни и политическом сознании Китая второй половины XVIII века: «Джунчин, или Книга о верности», «Маньчжурского и китайского хана Шунь-Джия книга нужнейших рассуждений, ко благополучию поощряющих», «Маньчжурского и китайского Шунь-Джи-хана книга — полезный и нужный образ к правлению», «Маньчжурского и китайского хана Кан-бия книга придворных политических поучений и нравоучительных рассуждений» (переиздана в 1795 году).
Переведённый Агафоновым курс сравнительной китайской хронологии («Краткое хронологическое расписание китайских ханов <…> от начала Китайской империи по 1786 г.») был издан Н. И. Новиковым в 1788 году. Некоторые переводы, приписываемые Агафонову, в действительности принадлежат А. Л. Леонтьеву и И. К. Рассохину.

## Переводы
Источник — Электронные каталоги РНБ
- Краткое хронологическое росписание китайских ханов; : Из книги Всеобщаго зерцала, с показанием летосчисления китайскаго и римскаго, от начала Китайской империи по 1786 год / Пер. А. Агафонова. — М.: Тип. Комп. типографич., 1788. — 56 с.
- Джунгин, или Книга о верности / Пер. с манжурск. и кит. А. Агафонова. — М.: Тип. комп. типографич., 1788. — 56 с.
- Канси. … книга придворных политических поучений и нравоучительных разсуждений / Собранныя сыном его ханом Юн-джином ; Пер. с манжурск. А. Агафонова. — СПб.: [Тип. Вильковского], 1788. — 125 с.
  - Канси. Государь друг своих подданных, или Придворныя, политическия поучения и нравоучительныя разсуждения / Собранныя сыном его ханом Юн-джином ; Пер. с манжурск. А. Агафонова. — СПб.: [Тип. Вильковского], 1795. — 125 с.
- Шунь-Джи. Книга нужнейших разсуждений ко благополучию поощряющих / Пер. с манжурск. А. Агафонова.. — СПб.: [Тип. Вильковскаго], 1788. — 58 с.
- Шунь-Джи. Полезный и нужный образ к правлению / Пер. с манжурск. А. Агафонова.. — СПб.: [Тип. Вильковскаго], 1788. — 93 с.